# Cantó d'Amboise
El cantó d'Amboise és un cantó francès del departament de l'Indre i Loira, situat al districte de Tours. Té 12 municipis i el cap és Amboise.

## Municipis
- Amboise
- Cangey
- Chargé
- Limeray
- Lussault-sur-Loire
- Montreuil-en-Touraine
- Mosnes
- Nazelles-Négron
- Pocé-sur-Cisse
- Saint-Ouen-les-Vignes
- Saint-Règle
- Souvigny-de-Touraine

## Història
| Data d'elecció                           | Identitat       | Partit                    | Qualitat |
| ---------------------------------------- | --------------- | ------------------------- | -------- |
| 1945-1951                                | Emile Gounin    | radical                   |          |
| 1951-1970                                | Michel Debré    | UDR                       |          |
| 1970-1976                                | André Chollet   | radical, després MRG      |          |
| 1976-1992                                | Michel Debré    | RPR                       |          |
| 1992-1994                                | Bernard Debré   | RPR                       |          |
| 1994-                                    | Christian Guyon | Divers gauche, després PS |          |
| les dades anteriors no són pas conegudes |                 |                           |          |
|                                          |                 |                           |          |